# Macclesfield Town F.C.
O Macclesfield Town Football Club era um clube de futebol da Inglaterra. Em 21 de abril de 2018 conquista a National League e o acesso a EFL League Two. Em 16 de setembro de 2020 a equipe foi extinta devido ao acúmulo de dívidas, que somavam mais de £ 500 mil.